# إيمي كون
إيمي كون (بالإنجليزية: Amy Kohn)‏ هي مغنية وملحنة وموسيقية وعازفة بيانو أمريكية، ولدت في 5 يونيو 1972 في شيكاغو في الولايات المتحدة.

## وصلات خارجية
- الموقع الرسمي
- إيمي كون على موقع ميوزك برينز (الإنجليزية)
- إيمي كون على موقع ديسكوغز (الإنجليزية)